# 奥罗什哈佐

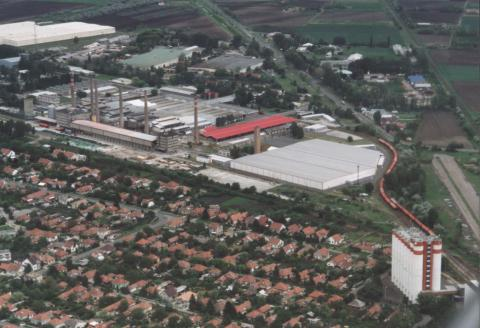

奥罗什哈佐（匈牙利語：Orosháza）是匈牙利貝凱什州的城市，位於該國東南部，面積202.22平方公里，2009年人口32,032，其中約四分之一居民是天主教。

## 外部連結
- Website （页面存档备份，存于）
- CBS Central European International College - CBS-CEIC （页面存档备份，存于）

46°34′N 20°40′E / 46.567°N 20.667°E